# Aldeia de Carapicuíba
Aldeia de Carapicuíba é um centro histórico e também sede de um distrito do município brasileiro de Carapicuíba, que integra a Região Metropolitana de São Paulo.

## História

### Origem
A fim de catequizar os índios e protegê-los da escravidão, o Padre José de Anchieta, segundo transcrevem alguns livros da época, construiu doze aldeias em volta do Mosteiro de São Bento para tirar os índios e padres que lá viviam. Das doze aldeias a única que não foi totalmente destruída é a Aldeia de Carapicuíba, isso se deve ao fato de ser uma aldeia de difícil acesso. Sua fundação oficial é considerada em 12 de Outubro de 1580.
A Aldeia de Carapicuíba, localizada a pouco mais de 20 km do centro de São Paulo, abrigou o Padre Belchior Pontes e índios de outras tribos a fim de protegê-los do ataque violento dos bandeirantes, estes liderados por Antonio Raposo Tavares. Os Guaianases (ou Guaianás), primeiros moradores da Aldeia, abrigaram índios de outras tribos como os Tupis, os Guarulhos, entre outros. Com a chegada desses outros índios, começou a construção das casas, feitas de pau-a-pique e a construção das primeiras ocas da Aldeia.
Como os bandeirantes estavam se aproximando da Aldeia, o Padre Belchior resolveu ir junto com os índios para a Aldeia de Itapecerica, onde poderiam viver seguros, uma vez que esta era ainda mais afastada da capital, portanto de difícil acesso também. Alguns índios não se conformavam em ter que sair das suas terras, por isso muitos retornavam e eram brutalmente assassinados a fim de servirem como exemplo.

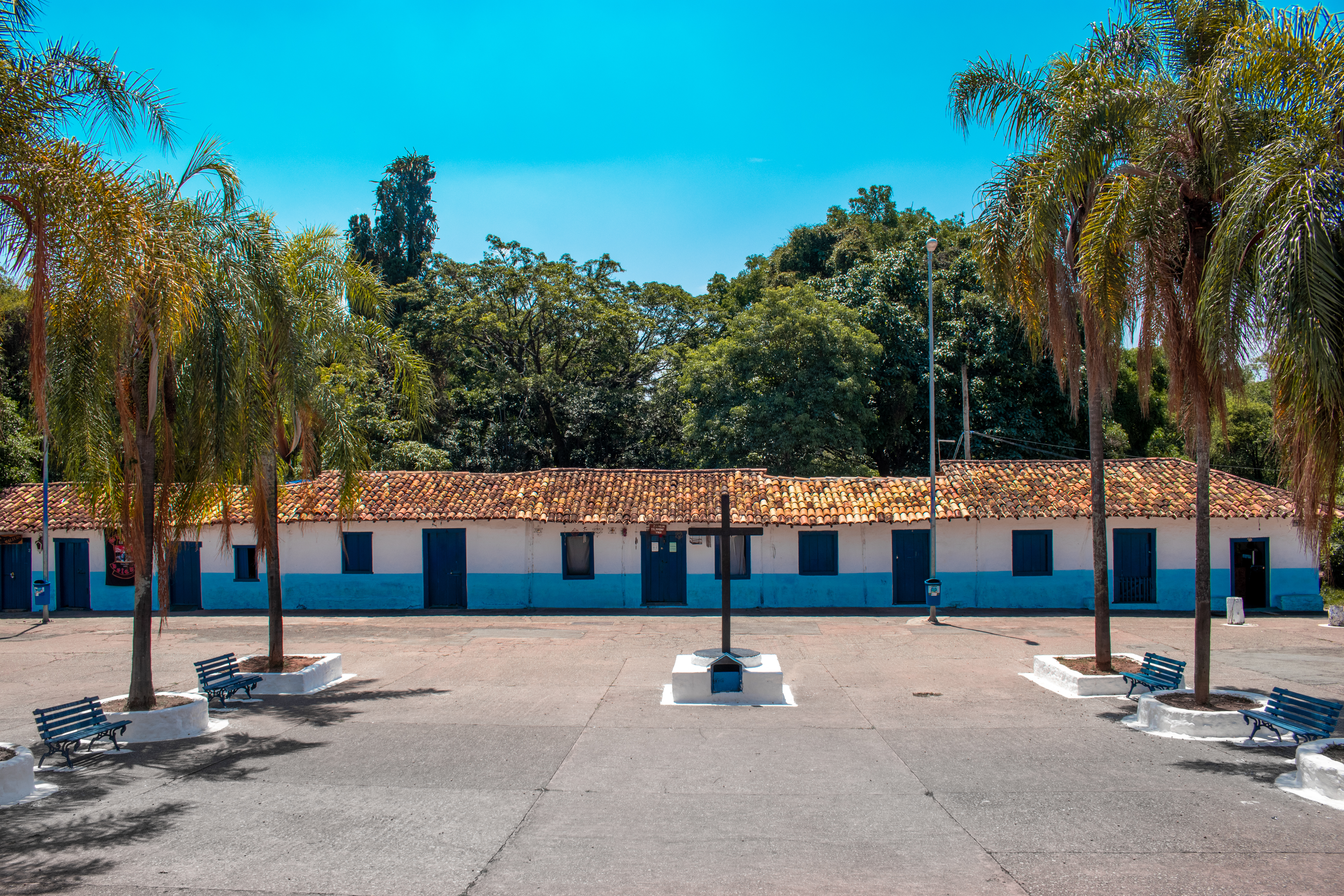
Cruzeiro.

Antes desta ação dos bandeirantes, os índios e padre viviam pacificamente. Foi aí que nasceu uma dança que existe até hoje, a Dança de Santa Cruz, que une cantos católicos e danças indígenas. A dança é uma celebração à Nossa Senhora da Santa Cruz, hoje, padroeira de Carapicuíba. A intenção da festa é abençoar todas as casas da Aldeia e começa com um grupo de dança que roda no sentido horário. A dança começa em frente à igreja da Aldeia e segue até as outras casas, terminando na igreja novamente.
A Dança de Santa Cruz ou Sarabaquê compreende três partes: Saudação, Roda e Despedida. A Saudação e Despedida são consideradas sagradas, e a Roda profana. As primeiras têm melodia que lembram os cantos gregorianos, os versos fixos e o tema devocional. São realizadas em frente à Capela, em frente ao Cruzeiro e em seguida em frente a cada casa onde tiver uma cruz. Os instrumentos utilizados pelos componentes são: violas, pandeiros, cuícas e reco-recos. O ritmo é lento e repetitivo e, por esse motivo, ficou conhecido como "15 com 15".
A Zagaia é uma variação da dança de Santa Cruz, com maior influência indígena da dança, da música e do cântico, caracterizada por uma grande roda em frente à capela. Durante a dança há alguns intervalos, onde é servida, aos presentes, a tradicional canja de galinha, além do curau e do milho.

### Características
Aldeia é um largo marcado pela igreja, presença principal da paisagem urbana. O espaço entre a fachada da igreja e a cruz do adro era considerado sagrado, segundo os jesuítas locais, porque ali "o demônio não tinha o poder de se fazer presente".

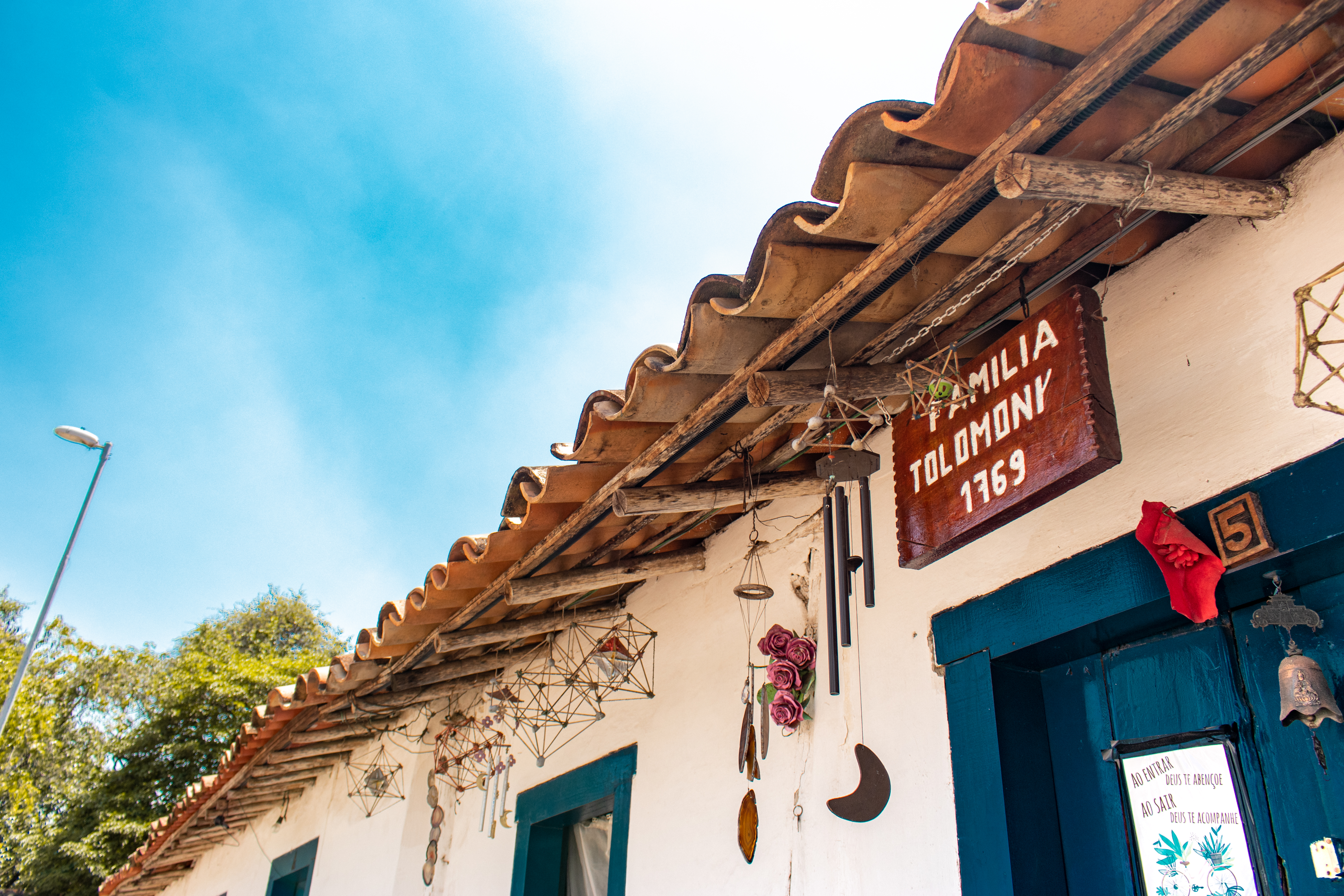
Detalhes históricos.

Numa das casas ao lado da igreja está a casa da cultura onde se vê o acervo das imagens e objetos indígenas; esculturas que contam a história pelo seu estilo e arte.
A igreja da Aldeia de Carapicuíba, segundo historiadores foi construída em 1736 e tinha como orago São João Batista. Atualmente o orago é Santa Catarina de Alexandria onde os devotos e a comunidade local conhecem desde crianças. Nela existe um único altar-mor dom estilo jesuítas muito simples e interessante. O sacrário é de madeira e a porta é muito simples. Os sinos, na parte superior do coro, marcam com seu canto acontecimentos importantes. Bem em frente à porta da igrejinha, se vê a cruz, colocada sobre um alto pedestal de tijolos. Essa visão lembra folclore, religião, família, intenção, missionária da aldeia. Os padres vêm de outros locais para as missas na capela.
Tombada em 1941, hoje é patrimônio nacional, tida então como único exemplo de antiga aldeia de jesuítas, servindo como memória ao resgate de um capítulo de nossa história da dizimação indígena, destruição cultural e religiosa jesuítica, violência bandeirista e raiz missionária da religião e do folclore nela caracterizada, marca da conquista dos brancos e da perseverança de um povo colonizado e objetificado. Carapicuíba é tesouro de uma realidade encoberta, herança de um povo e guarda para nós um pouco da memória, um pouco da cultura popular num pedacinho de chão, é nossa (possível) consciência de preservação das raízes que os líderes políticos contam como história do Brasil.

### Criação do distrito
- Distrito criado pela Lei n° 4.954 de 27/12/1985, com sede no bairro de Aldeia de Carapicuíba e com território desmembrado do distrito sede de Carapicuíba[5][6].

## Geografia

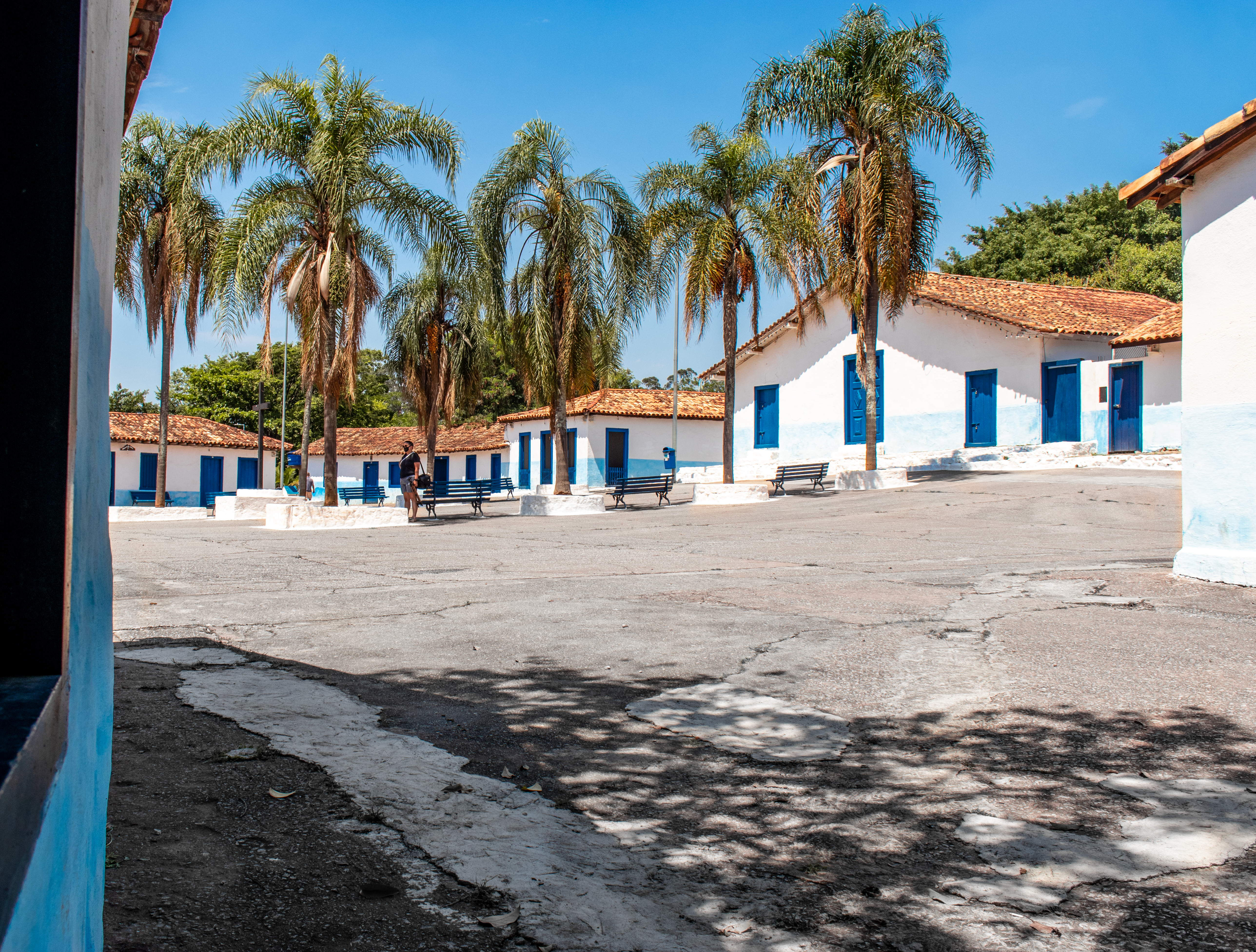
Vista geral.

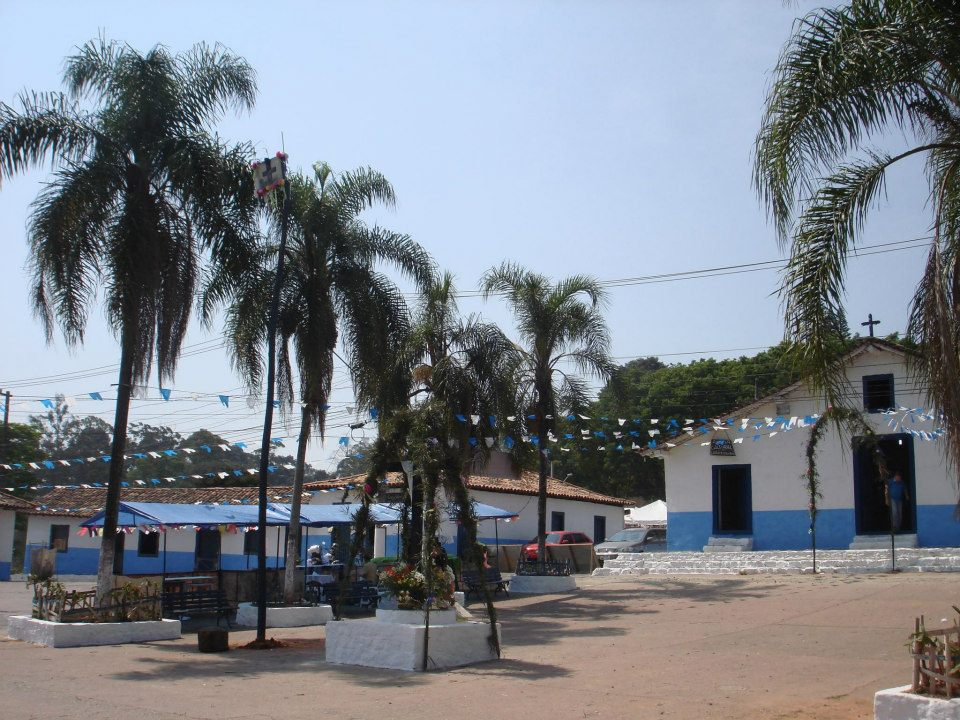
Aspecto local.

### Demografia

#### População urbana
| Crescimento população urbana | Crescimento população urbana | Crescimento população urbana | Crescimento população urbana |
| Censo                        | Pop.                         |                              | %±                           |
| ---------------------------- | ---------------------------- | ---------------------------- | ---------------------------- |
| 1991                         | 17 267                       |                              | —                            |
| 2000                         | 29 139                       |                              | 68,8%                        |
| 2010                         | 32 058                       |                              | 10,0%                        |
| Fonte: IBGE e Fundação SEADE |                              |                              |                              |

#### População total
Pelo Censo 2010 (IBGE) a população total do distrito era de 32 058 habitantes.

### Área territorial
A área territorial do distrito é de 5,662 km².

### Bairros
- Núcleo Histórico de Aldeia de Carapicuíba
- Jardim Novo Horizonte
- Parque Industrial
- Parque Santa Tereza
- Jardim Leonor
- Vila Helena

Faz divisa com os seguintes bairros:
- Conjunto Metalúrgicos (Osasco): à nordeste
- Santa Maria (Osasco) e Granja Viana (Cotia): à sul
- Granja Viana (Cotia): à oeste
- Parque Jandaia, Fazendinha e Vila Dirce: à norte

## Serviços públicos

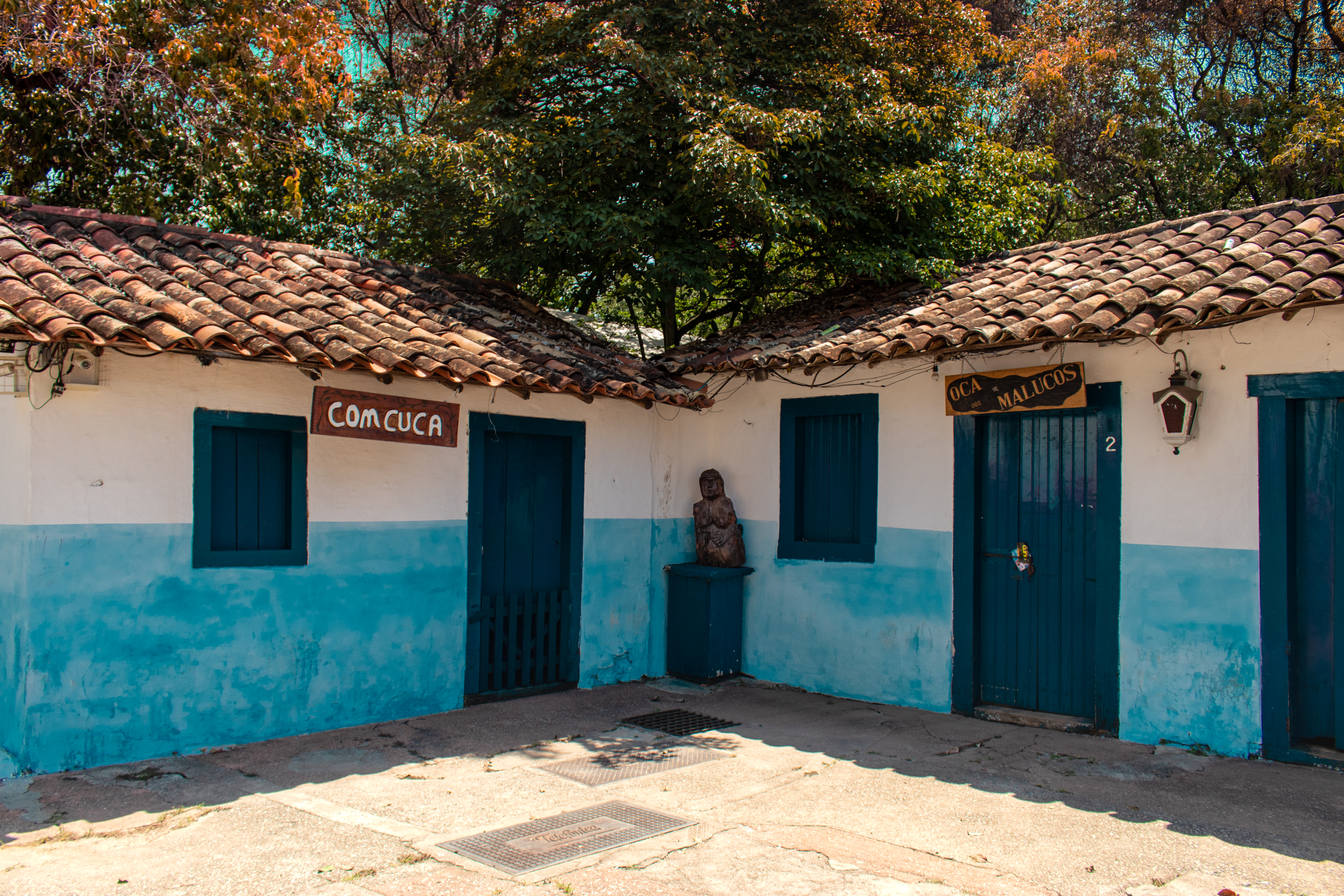
Conjunto arquitetônico.

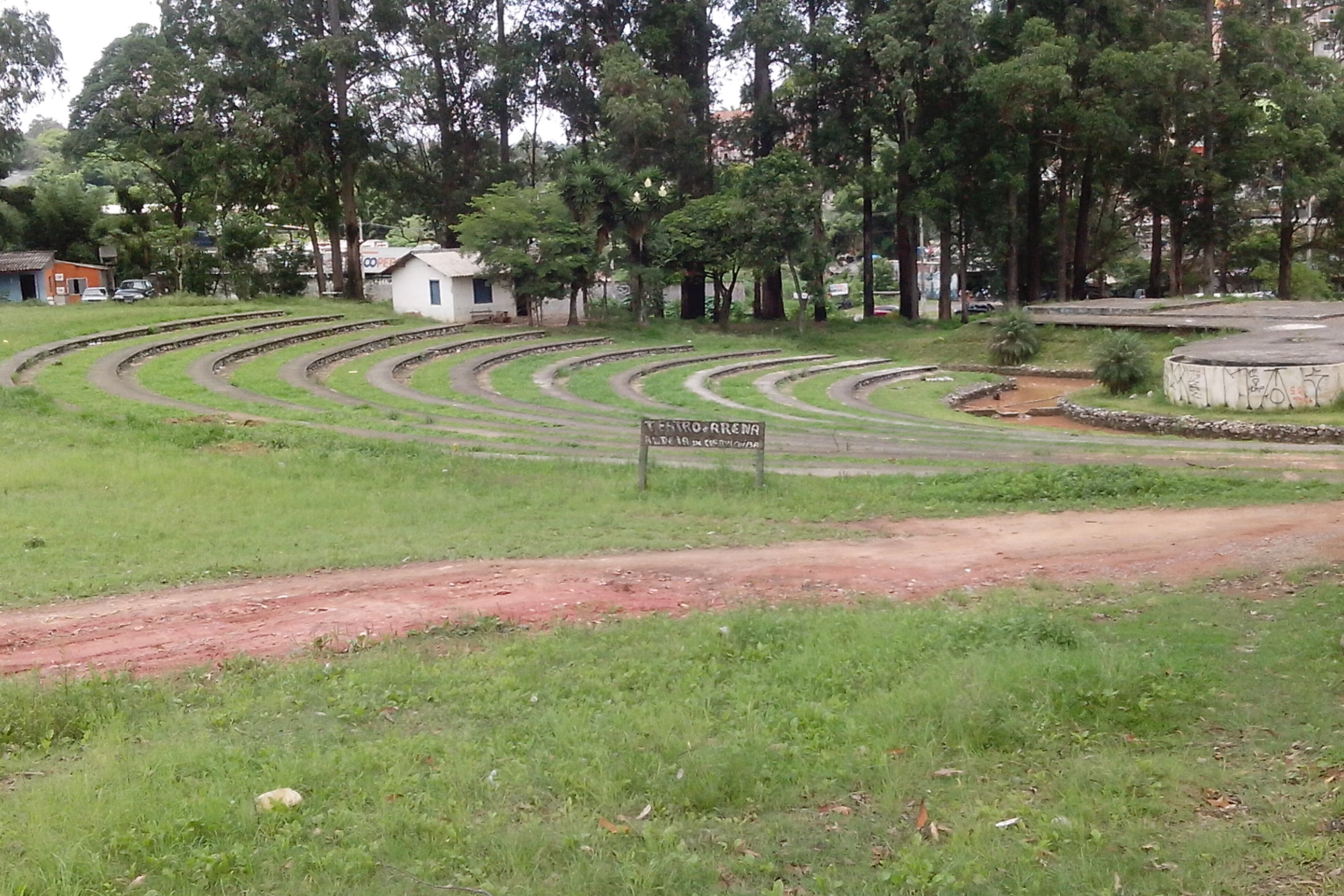
Teatro de Arena.

### Registro civil
Feito na sede do município, pois o distrito não possui Cartório de Registro Civil das Pessoas Naturais.

### Educação
A região conta com algumas escolas de nível Fundamental e Médio, além da Facl - Faculdade da Aldeia de Carapicuíba, de nível superior.

### Saúde
Possui algumas UBS's e uma UPA no Parque Santa Tereza.

### Transportes
A região é atendida pelas seguintes viações:
- ETT Carapicuíba: Opera em linhas que ligam os bairros Aldeia, Jardim Novo Horizonte, Vila Helena, Parque Santa Tereza tanto ao centro da cidade quanto à Estação General Miguel Costa. Também opera em linhas intermunicipais, ligando a região às cidades de Barueri (Região de Alphaville e Centro) e Santana de Parnaíba (até o Residencial 10 e o Residencial Burle Marx, estes pertencentes também ao bairro de Alphaville).
- Viação Osasco: Opera apenas em linhas intermunicipais, ligando o bairro Jardim Novo Horizonte à Vila Yara e o bairro Parque Santa Tereza à Lapa, Largo de Osasco e Butantã (estas também atendendo ao Jardim Novo Horizonte).

### Saneamento
O serviço de abastecimento de água é feito pela Companhia de Saneamento Básico do Estado de São Paulo (SABESP).

### Energia
A responsável pelo abastecimento de energia elétrica é a Enel Distribuição São Paulo, antiga Eletropaulo.

## Infraestrutura urbana

### Vias de acesso
A região está se desenvolvendo rapidamente como sendo uma das rotas de acesso alternativo para a região da Granja Viana e para o Trevo do Rodoanel Mário Covas, localizado no Parque Jandaia. A região, chamada de Largo da Aldeia, também é uma via de acesso da região sul da cidade para a Avenida Inocêncio Seráfico, que divide a zona Leste da zona Oeste da cidade.
- Avenida Marginal do Ribeirão: Liga a Aldeia de Carapicuíba à Estação General Miguel Costa (km 21) da Linha 8 do Trem Metropolitano de São Paulo, além do acesso ao Rodoanel Mário Covas na altura do Parque Jandaia.
- Rua Eduardo Augusto Mesquita: Liga a Aldeia de Carapicuíba à Estrada das Rosas, no Santa Maria (Osasco), passando pelos bairros Parque Santa Tereza, Parque Industrial e Jardim Novo Horizonte, seguindo lateralmente o Rodoanel Mário Covas. Importante via de acesso desde o Industrial Jandaia ao Recanto das Rosas (loteamento do Santa Maria), e à Rodovia Raposo Tavares.
- Rua João Fasoli: Liga a Aldeia de Carapicuíba ao bairro Granja Viana.
- Avenida Inocêncio Seráfico: Liga a Aldeia de Carapicuíba à Vila Dirce e ao Centro de Carapicuíba.
- Estrada da Aldeia: Liga a Aldeia de Carapicuíba ao bairro Vila Helena, Jardim Leonor e à Granja Viana em Cotia.

## Atrações turísticas
A região possui como principal área de lazer o Parque da Aldeia de Carapicuíba, onde ocorre anualmente na Sexta-Feira Santa a encenação da Paixão de Cristo em um teatro ao ar livre denominado Teatro Arena. No Parque há também vários pontos de lazer, um playground, um lago, e grandes áreas arborizadas em seus arredores, com grande variedade de árvores nativas.

## Religião

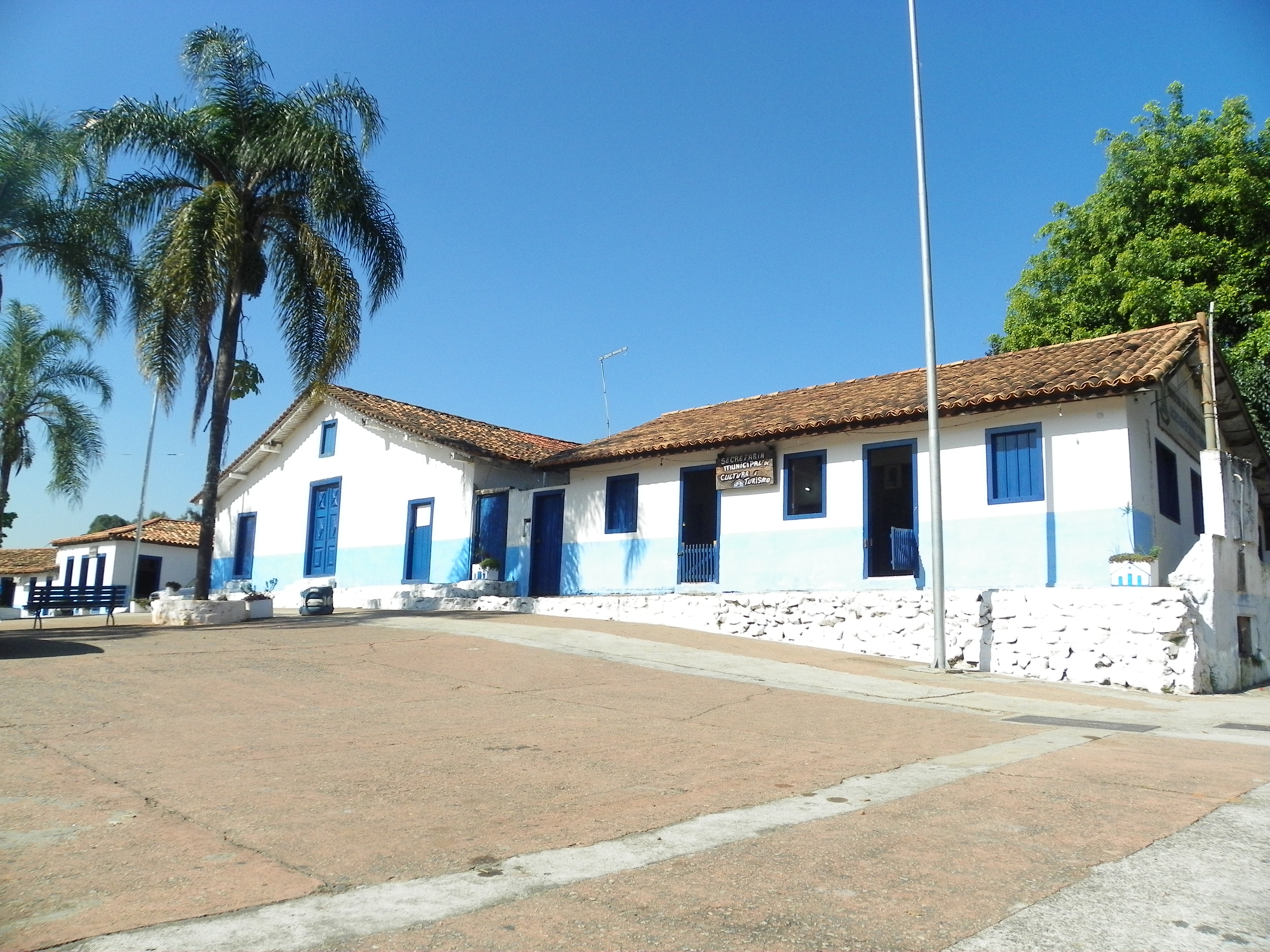
Capela.

O Cristianismo se faz presente no distrito da seguinte forma:

### Igreja Católica
- A igreja faz parte da Diocese de Osasco[16].

### Igrejas Evangélicas
- Assembleia de Deus - O distrito possui congregação da Assembleia de Deus Ministério do Belém, Setor 26 - Carapicuíba[17][18].
- Congregação Cristã no Brasil[19].